# Le Gratteris
Le Gratteris ist eine ehemalige französische Gemeinde mit 163 Einwohnern (Stand: 1. Januar 2022) im Département Doubs in der Region Bourgogne-Franche-Comté. Sie gehörte zum Arrondissement Besançon.
Der Erlass des Präfekten vom 18. September 2024 legte mit Wirkung zum 1. Januar 2025 die Eingliederung von Le Gratteris ohne Status einer Commune déléguée zusammen mit der früheren Gemeinde  Mamirolle zur gleichnamigen Commune nouvelle Mamirolle fest.

## Geografie

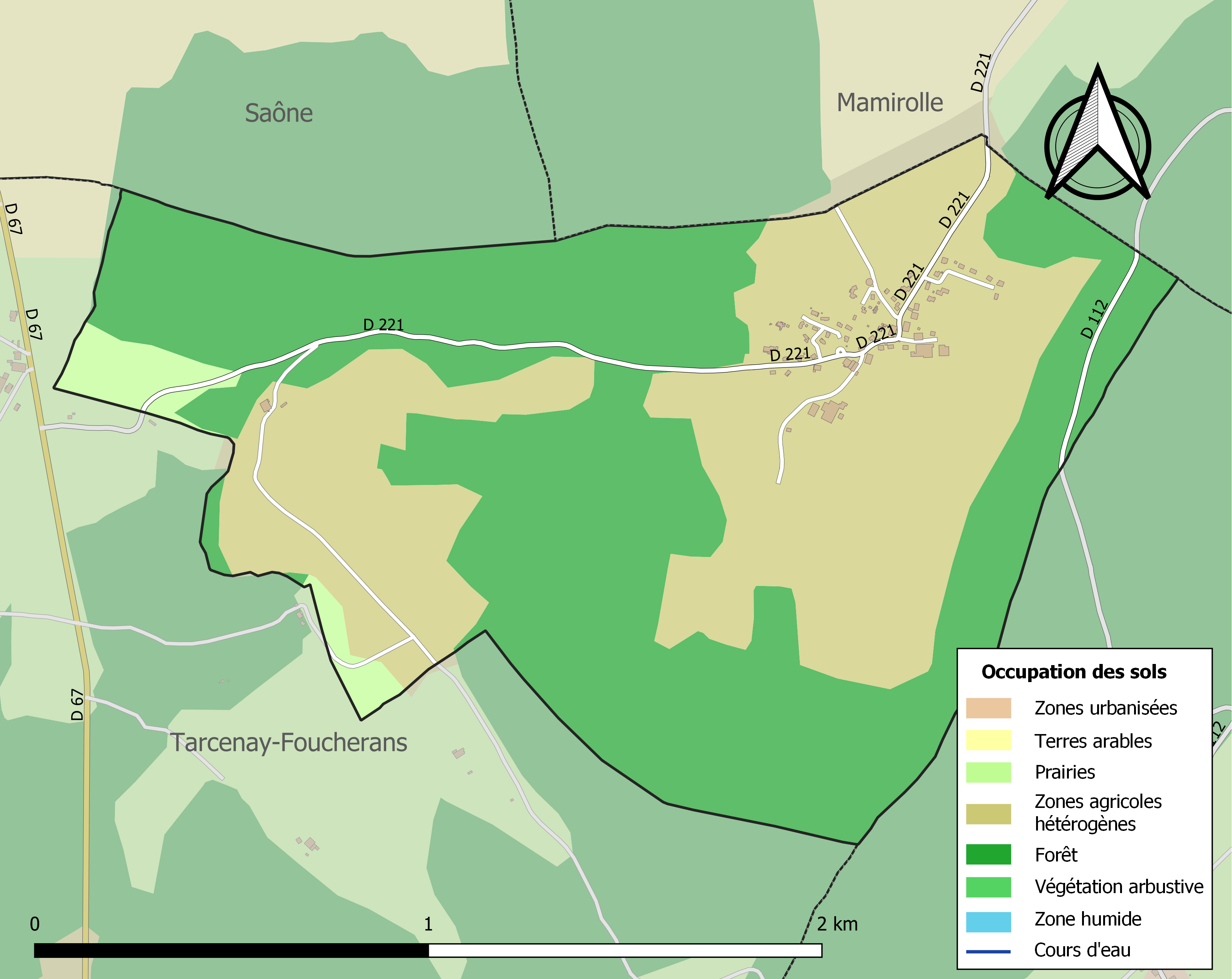
Bodennutzung und Infrastruktur von Le Gratteris (2018)

Le Gratteris liegt etwa elf Kilometer südöstlich der Stadt Besançon (Luftlinie) in der historischen Provinz Franche-Comté. Das ehemalige Straßenzeilendorf erstreckt sich im westlichen Jura-Gebirge auf dem sogenannten ersten Plateau in einer Mulde am südlichen Rand des Beckens von Saône, am Westfuß des Mont Bon.
Die Fläche des Ortsgebiets umfasst einen Abschnitt des westlichen französischen Juras. Der Hauptteil wird von der Mulde von Le Gratteris eingenommen, die durchschnittlich auf 470 m liegt und südlich an das Becken von Saône anschließt. Es gibt hier keine oberirdischen Fließgewässer, weil das Niederschlagswasser im verkarsteten Untergrund versickert. Das Zentrum befindet sich auf etwa 470 m. Nach Süden erstreckt sich das Ortsareal auf die bewaldeten Höhen des Grand Mont und nach Osten auf den Höhenrücken des Mont Bon, auf dem mit 610 m die höchste Erhebung von Le Gratteris erreicht wird. Der niedrigste Punkt wird im Nordwesten mit einer Höhe von 438 m gemessen.
Rund 55 % der Fläche von Le Gratteris sind bewaldet, rund 45 % werden landwirtschaftlich genutzt.
Umgeben wird Le Gratteris von der Nachbargemeinde Saône im Norden, dem Ortsteil Mamirolle im Norden und den Nachbargemeinden Trépot im Osten sowie Tarcenay-Foucherans im Süden und Westen.

## Etymologie und Geschichte
Der Name von La Gratteris stammt aus dem aussagekräftigen Begriff Kratt („kratzend“), der einen schlechten Boden, ein steiniges Feld oder aber eine alte Scheune bezeichnet. Der Ursprung des Namens hat seinen Ursprung somit aus der (schlechten) Qualität seines Untergrunds.
Vor der Französischen Revolution war der Ort von zwei Abteien abhängig, der von Buillon und Saint-Paul. Die Bewohner waren Teil des Fürstentums Orange. Während des Dreißigjährigen Krieges wurde die Bevölkerung von der Pest dezimiert: Nur 14 Menschen überlebten.

## Bevölkerungsentwicklung
| Jahr                       | 1962 | 1968 | 1975 | 1982 | 1990 | 1999 | 2006 | 2013 | 2020 |
| Einwohner                  | 50   | 46   | 52   | 76   | 79   | 102  | 112  | 174  | 160  |
| Quellen: Cassini und INSEE |      |      |      |      |      |      |      |      |      |

Nachdem die Einwohnerzahl in der ersten Hälfte des 20. Jahrhunderts stets im Bereich zwischen 45 und 65 Personen gelegen hatte, wurde seit Beginn der 1970er Jahre ein deutliches Bevölkerungswachstum verzeichnet.

## Sehenswürdigkeiten
Im Ortskern sind verschiedene große Bauernhäuser im charakteristischen Stil der Franche-Comté aus dem 17. bis 19. Jahrhundert erhalten.